# Amir Tschupan
Amir Tschupan auch bekannt als Tschoban oder Coban (امیر چوپان سلدوز; † November 1327 in Herat) war ein Fürst der Ilchane und der Namensgeber der Tschupanidendynastie. Sein Vater war Malek vom mongolischen Clan der Sulduz. Sein Vorfahre Chilaun (Чулуун) war einer der vier großen Weggenossen Dschingis Khans.

## Leben

### Aufstieg zur Macht
Tschupan trat zum ersten Mal als ein Unterstützter Gaichatus auf als dieser sich den Thron der Ilchane bemächtigte. Als Ghazan Ilchan 1295 zum neuen Herrscher wurde, traf sich Chupan mit ihm in der Nähe der Ustunavand-Burg. Tschupan diente unter Ghazan Ilchan und nahm an dessen Kampagnen gegen den rebellischen Nauruz teil. Er diente als ein höherer Kommandeur während der drei Kampagnen des Ghazan Ilchans gegen Syrien, und später unter der Herrschaft der Mameluken. Bei einer dieser drei Feldzüge unter dem Kommando des Oberbefehlshabers Qutlugh Schah wurde die Armee des Tschupans bei der Schlacht von Marjal Suffar im Jahr 1303 besiegt. Als Qutlugh Schah floh, blieb Tschupan mit seiner Armee und erreichte Ghazan Ilchan im Juni. Ghazan ließ beide aus Wut über die Niederlage bestrafen, wobei Tschupan milder behandelt wurde.
1305 heiratete Tschupan die Tochter des neuen Sultans Öldscheitü namens Dowlandi Khatun. 1307 wurde ihm das Kommando einer der vier Armeen gegeben, die gegen eine Rebellion in Gilan geschickt wurden. Er marschierte von Ardabil los und konnte die Herrscher von Astara und Gaskar zur Aufgabe bewegen, danach traf er sich mit Öldscheitü. Qutlugh Schahs Armee hatte nicht so viel Glück und er wurde durch die Gilaker getötet. Nach dessen Tod ernannte Öldscheitü Tschupan zu seinem Oberbefehlshaber (Amīr-e Olūs). Amir Tschupan hatte jetzt großen Einfluss am Hof, obwohl er noch auf den Widerstand der Wesire traf. Als Öldscheitü 1316 starb, bestätigte sein Sohn Abu Sa’id ihn als Oberbefehlshaber, trotz des Versuchs Amir Sevinch dieses Amt zu bekommen.

### Aufstieg und Fall unter Abu Sa’id
Amir Tschupan versuchte, den Einfluss der Wesire zurückzudrängen. 1318 überredete er den in Verruf gekommenen Wesir Raschid ad-Din, an den Hof der Ilchane zurückzukehren. Raschid ad-Din, der viele Feinde hatte, wurde bald nach seiner Rückkehr der Vergiftung Öldscheitüs verdächtigt. Tschupan wendete sich plötzlich gegen ihn, und Raschid ad-Din wurde im Juli 1318 hingerichtet.
1319 fielen die Armeen der Blauen Horde unter dem Befehl Usbek Khans ins Ilchanat ein. Abu Sa’id führte einen Feldzug an, um die Invasion zu stoppen. Amir Tschupan war auf dem Weg Amir Husain, dem Vater des Gründers der Dschalairiden Hasan Bozorg, gegen die Raubzüge des Tschagatai-Prinzen Yasa’ur, der Chorasan verwüstete, zu helfen, aber kehrte dann um, damit er Abu Sa’id zu unterstützen, als dieser am Fluss Kur in Gefahr war. Einige der Offiziere Abu Sa’ids desertierten und schwächten so seine Armee. Als Amir Tschupan seinen Herrn erreichte, sah er die Blaue Horde schon fliehen. Trotzdem setzte er dem Feind schwer zu.
Die Flucht der Offiziere Abu Sa’ids musste noch untersucht werden. Als der Amir die Bestrafung Quromsis, einem potenziellen Rivalen, veranlasste, wie auch gegen andere Offiziere für ihr militärisches schuldhaftes Verhalten, formierte sich eine Verschwörung gegen ihn. Unter den Verschwörern war auch der Onkel Abu Sa’ids namens Irenjin, den Tschupan von seinem Gouverneursamt in Diyarbakır abgesetzt hatte. Mit Unterstützung des Ilchan ging Tschupan gegen sie vor. Irenjin wurde im Juni 1319 bei Mianeh besiegt. Nach diesem Ereignis bekam Tschupan fast die gesamte Kontrolle über den Ilchan, und seine Söhne erhielten hohe Positionen als Persien unter ihnen aufgeteilt wurde. Er heiratete auch die Schwester Abu Sa’ids Sati Beg, mit der er seit 1316 verlobt war. Seine Söhne zogen schnell ihren Vorteile aus ihrer Macht; im Winter 133 musste Tschupan, der an Gicht litt, seinen Sohn Timurtasch dem Gouverneur von Rum (Anatolien), überzeugen seinen Aufstand gegen das Ilchanat zu beenden.
Als Amir Tschupan den Höhepunkt seiner Macht erreichte, hatte er auch schon die Samen für seinen Fall gesät. Als Abu Sa’id finanziellen Not litt, gab Tschupans Sohn und Stellvertreter Demasq Kaja sein Reichtum großzügig aus. Die Situation verärgerte den Ilchan, der von seinen Wesiren noch mehr gegen Tschupan aufgehetzt wurde, besonders von Rukn al-Din Sa’in, Tschupans Schützling. Tschupans Anstrengungen Abu Sa’id durch eine Heirat mit seiner Tochter Bagdad Chatun, die schon mit Hasan Bozorg verheiratet war, für sich zu gewinnen, half nicht weiter.
1325 besiegte Amir Tschupan eine andere Streitmacht Usbek Khans und fiel sogar ins Gebiet der Blauen Horde ein. Ende 1325 gab Amir Tschupan den Auftrag, in Mekka die Wasserleitung von ʿAin Bāzān freizulegen und zu reparieren. Anfang 1326 führte Amir Tschupan um Chorasan gegen Invasoren zu verteidigen. Im Herbst 1326 überquerte der Herrscher der Tschagatai Khan Tarmaschirin den Oxus und wurde bei Ghazni von Tschupans Sohn Hasan besiegt. Der Wesir Rukn al-Din Sa’in reiste mit Amir Tschupan, während Demasq Kaja zu Kontrolle des Königshofes blieb. Im August 1327 ließ Abu Sa’id Demasq Kaja töten, angeblich für dessen Affäre mit einer der ehemaligen Konkubinen des Öldscheitü.
Abu Sa’id unternahm dann einen Feldzug gegen die anderen Tschupaniden. Die Chorasanis erfuhren davon und verhielten sich gegenüber Amir Tschupan scheinbar freundschaftlich. Dieser marschierte nach Westen und überzeugte den örtlichen religiösen Führer von Semnan Scheich 'Ala' al-Daula eine Waffenruhe auszuhandeln und rastete in der Nähe von Qazvin. Als der Scheich scheiterte, marschierte er mit seinen Truppen, die unterwegs plünderten, weiter westwärts. Als er Quha erreichte, war er nur noch einen Tagesmarsch von Abu Sa’ids Lager entfernt, doch in der Nacht wechselten die meisten seiner Befehlshaber auf die Seite des Ilchans. Anstatt mit der ilchanidischen Armee zu kämpfen, zog sich Amir Tschupan zurück. Als er Saveh erreichte, schickte er seine Frau Sati Beg zurück zu Abu Sa’id. Er reiste Richtung Tabas, um dort in Transoxanien Zuflucht zu suchen.
Als er den Fluss Murgab erreichte, änderte er seine Meinung und zog nach Chorasan. Ihm wurde in Herat durch den örtlichen Herrscher der Kartiden Gijas od-Din ein herzlicher Empfang bereitet. Als er aber von seinem Oberherrn dem Ilchan den Befehl zu Hinrichtung Amir Tschupans erhielt, hatte Gijas od-Din keine Wahl außer zu folgen. Amir Tschupan und sein Sohn Jela’u Khan wurden beide hingerichtet. Als ein Freund Tschupans befahl Gijas od-Din den Tod durch Erdrosselung, was als ein ehrenvoller Weg zum Sterben galt. Der Kartidenherrscher schickte dann als Beweis Amir Tschupans Finger an Abu Sa’id. Viele der Söhne Amir Tschupans starben in den nächsten Jahren. Amir Tschupans wurde unter Aufsicht seiner Tochter Bagdad Khatun in Medina auf dem Friedhof Baqi begraben.

## Die Kinder Tschupans
Amir Tschupan hatte vier Ehefrauen, deren Namen nicht alle bekannt sind. Mit diesen hatte er folgende Kinder:
Name unbekannt:
- Hasan
- Timurtasch
- Demasq Kaja
- Scheich Mahmud
- Bagdad Chatun (Tochter)

Dowlandi Katun:
- Jela’u Chan

Korducin:
- Siuksah
- Yagi Basti
- Nowruz

Sati Beg:
- Surgan